# Congreso del Estado de Coahuila
El Honorable Congreso del Estado Libre y Soberano de Coahuila de Zaragoza es el órgano depositario del Poder Legislativo del Estado de Coahuila de Zaragoza. 
Está conformado por dieciséis diputados electos a través del principio de mayoría relativa en cada uno de los distritos electorales locales, y nueve diputados designados por el principio de representación proporcional. 
El Congreso se renueva cada tres años; inicia su periodo el 1 de enero del año siguiente a la elección y concluye el 31 de diciembre del tercer año de ejercicio. El Congreso tiene dos periodos ordinarios de sesiones al año; el primero del 1 de enero al 30 de junio y el segundo del 1 de septiembre al 31 de diciembre. Durante los periodos de receso, el Congreso trabaja con una Diputación Permanente compuesta por once diputados elegidos para tal fin en la clausura de cada periodo ordinario. 
Actualmente, la LXIII Legislatura integra el Congreso de Coahuila, la cual comenzó sus funciones el 1 de enero de 2024 y permanecerá hasta el 31 de diciembre de 2026. La actual Presidenta de la Junta de Gobierno es la diputada Luz Elena Morales Núñez.

## Junta de Gobierno y Mesa Directiva
El Poder Legislativo del Estado de Coahuila de Zaragoza es dirigido por un órgano llamado Junta de Gobierno, integrado por todos los coordinadores parlamentarios de la legislatura en turno. El Coordinador de la fracción política con mayoría absoluta en el Congreso ostenta, por ese hecho, la presidencia de la Junta de Gobierno y la representación de todo el Poder Legislativo local.  Por otro lado, el Pleno del Congreso es presidido por una Mesa Directiva que se renueva en cada periodo ordinario. Este órgano es conformado por un Presidente, dos Vicepresidentes y cuatro secretarios elegidos por mayoría absoluta del pleno al finalizar del periodo ordinario anterior, salvo el primer año, cuando son elegidos al comenzar la legislatura.

## Comisiones y Comités
Para el mejor despacho de los asuntos propios de su competencia, el Congreso del Estado cuenta con Comisiones y Comités. Las Comisiones están destinadas a estudiar y dictaminar los asuntos trabajados del Congreso de forma especializada y exhaustiva; pueden ser permanentes (las previstas de manera definitiva en la Ley) o especiales (las establecidas transitoriamente para atender el o los asuntos que les han conferido), y son integradas por un máximo de siete diputados (excepcionalmente pueden ser nueve) de los cuales uno fungirá como Coordinador y otro como Secretario. Por otro lado, los Comités tienen como objeto desempeñar funciones diferentes a la atribuidas a las comisiones, son integran por cinco diputados de los cuales uno será Presidente y otro Secretario.  
La actual legislatura cuenta con 25 comisiones las cuales son: 
1. Reglamentos y Prácticas Parlamentaria.
2. Gobernación, Puntos Constitucionales y Justicia.
3. Finanzas.
4. Hacienda.
5. Presupuesto.
6. Auditoría Gubernamental y Cuenta Pública.
7. Desarrollo Económico, Competitividad y Turismo.
8. Desarrollo Social.
9. Educación, Cultura y Actividades Cívicas.
10. Desarrollo Rural.
11. Desarrollo Urbano, Infraestructura y Transporte.
12. Salud.
13. Medio Ambiente, Recursos Naturales y Agua.
14. Deporte y Juventud.
15. Asuntos Municipales y Zonas Metropolitanas.
16. Igualdad y No Discriminación.
17. Defensa de los Derechos Humanos.
18. Trabajo y Previsión Social.
19. Seguridad Pública.
20. Ciencia y Tecnología.
21. Asuntos Fronterizos.
22. Atención a Grupos en situación de Vulnerabilidad.
23. Energía, Minería e Hidrocarburos.
24. Transparencia y Acceso a la Información.
25. Instructora de Juicio Político y de Declaración de Procedencia en Materia de Responsabilidad Penal.

Asimismo, cuenta con los siguientes 5 comités:
1. Adquisiciones.
2. Editorial.
3. Administración Presupuestal.
4. Gestoría y Quejas.
5. Seguimiento de Acuerdos.

## Legislaturas
| Legislatura | Periodo   |
| ----------- | --------- |
| LIII        | 1994-1996 |
| LIV         | 1997-1999 |
| LV          | 2000-2002 |
| LVI         | 2003-2005 |
| LVII        | 2006-2008 |
| LVIII       | 2009-2011 |
| LIX         | 2012-2014 |
| LX          | 2015-2017 |
| LXI         | 2018-2020 |
| LXII        | 2021-2023 |
| LXIII       | 2024-2026 |